# 三岳山列岛
三岳山列岛是中国浙江省宁波市象山县一处列岛，又名三仙岛。列岛距象山丹城东南27公里，据陆地3.61公里，呈西北-东南排列，分布范围南北长1.5公里，东西宽1.6公里，陆地总面积0.326平方公里，为牛鼻山水道的主要导航山之一。
列岛由火山凝灰岩构成，地势较平，土壤肥沃，有黑松、杜鹃花、大叶黄杨等植被和鸟、鼠、蛇等动物生存。